# First and Last and Always
First and Last and Always ist das Debütalbum der britischen Band The Sisters of Mercy. Es wurde 1985 veröffentlicht und wirkte im Bereich des Gothic Rock stilbildend auf eine Reihe von nachfolgenden Bands.

## Vorgeschichte (1980–1984)
Die Band war 1980 von Andrew Eldritch und Gary Marx in Leeds gegründet worden und hatte bis 1983 fünf Singles und eine EP produziert, die auf dem bandeigenen Label Merciful Release veröffentlicht und unabhängig vertrieben wurden. Da die Band zunehmend erfolgreich wurde und regelmäßig in den Independent-Charts auftauchte, wurde 1983 für das kommende Jahr das erste Studioalbum geplant. Eldritch schätzte die Produktionskosten auf 40.000 Pfund, eine Summe, die die finanziellen Möglichkeiten einer Independentband überstieg. Zeitgleich begannen Gespräche mit Major-Labeln, die Interesse zeigten die Band unter Vertrag zu nehmen.
Im Oktober 1983 stieg Gitarrist Ben Gunn aus und wurde gegen Jahresende durch Vermittlung von CBS Records, die Interesse an den Sisters of Mercy hatten, durch den ehemaligen Dead-or-Alive-Gitarristen Wayne Hussey ersetzt.
Hussey bemerkte allerdings schnell, dass es in der Band ernsthafte Spannungen gab: „Ich begann mit Craig und Gary im Keller von Andys Haus zu proben […] wir probten sehr viel, aber nie zusammen mit Andrew. […] Gary wurde desillusioniert, und nachdem ich etwa drei Wochen in der Band war, fragte er mich ob ich mit ihm und Craig zusammen aussteigen wolle. Ich glaube von da an habe ich die Band mehr oder weniger zusammengehalten.“
Eldritch, der im Alleingang die Geschäfte und das Management der Band betrieb, verhandelte zu Jahresbeginn mit verschiedenen Major-Labeln und schloss schließlich einen zufriedenstellenden Vertrag mit WEA Records ab. Merciful Release eröffneten ein Büro in London und einen eigenen Musikverlag Candelmaesse Limited, der die zukünftigen Songs an den Musikverlag von RCA Records, RCA Music Limited, lizenzierte.
Das neue Band-Lineup spielte sein Debütkonzert am 7. April 1984, bei dem die neuen Songs Body and Soul, Train und Walk Away vorgestellt wurden, danach gingen die Sisters bis zum 16. April auf eine kurze US-Tour.
Nach der Rückkehr schrieb Eldritch einen Song namens Wide Receiver, der von einem Begriff aus dem American Football inspiriert worden war und den er als Heimdemo, auf dem er Gitarre und Bass selbst einspielte, aufgenommen hatte. Der rudimentäre Song wurde zwar letztlich nicht verwendet, Eldritchs Solo-Demoaufnahme fand sich aber Anfang 1992 auf einem Bootlegalbum wieder.
In den Strawberry Recording Studios in Stockport nahm The Sisters of Mercy schließlich ihre erste Single für WEA (Body and Soul) auf, die komplett von Eldritch komponiert und produziert wurde und am 4. Juni 1984 erschien. Body and Soul schaffte es nicht in die Top 40 und blieb auf Platz 46 hängen.
Vom 2. Mai bis zum 6. Juni tourte die Band in Großbritannien und in Europa und studierte auch ein neues Stück ein, das Gary Marx komponiert hatte und das er später bei Ghost Dance verwendete. Marx: „Der Song hieß 'Surfing Glam', der Name bezog sich mit Sicherheit auf den Gitarrenstil […] Dieser Song, aus dem dann 'Where Spirits Fly' wurde, war nichts weiter als ein Instrumentalstück, mit dem wir bei Soundchecks herumexperimentierten, und wir hatten noch nicht einmal vor, das als Demo aufzunehmen“.
Auf Vermittlung durch WEA Records besuchte Cure-Produzent Dave Allen das Konzert in Amsterdam (2. Juni 1984), um die Band kennenzulernen, und erhielt später von Andrew Eldritch ein Telegramm mit der Mitteilung: „Die Sisters sagen ja zu Dave Allen.“
Nach Tourende begannen die Sisters sich ernsthaft auf die Studioaufnahme des Albums vorzubereiten. Zunächst ging man am 19. Juni 1984 in die Londoner Maida Vale Studios, um für eine John Peel Session auf BBC Radio 1 einige neue Songs einzuspielen. Die Session wurde am 13. Juli ausgestrahlt, als sich The Sisters of Mercy bereits im Studio befanden.

## Aufnahmesessions

### Demosessions Parkside Studios (Frühjahr 1984)
Gary Marx und Wayne Hussey gingen nach intensiven Songwriting-Sessions in die Parkside Studios, einem „kleinen Studio in einem Proberaumkomplex in der Nähe der Armley Road, wo ich mit Wayne am Gesang ein paar neue Demos aufnahm.“ Die Aufnahmen wurden von Toningenieur Steve Allen produziert.
Eldritch zeigte sich enthusiastisch über das neue Songmaterial und spielte dem Melody-Maker-Journalisten Adam Sweeting einige instrumentale Demos vor: „Ich glaube diese Sachen werden unglaublich, was wir bisher gemacht haben ist damit überhaupt nicht zu vergleichen.“

### Strawberry Recording Studios (Juni bis Juli 1984)
Mit dem Produzenten Dave Allen ging The Sisters of Mercy Ende Juni 1984 für fünf Wochen in die Strawberry Recording Studios in Stockport bei Manchester, um ihr erstes Album aufzunehmen. Allein die Studionutzung kostete dabei 500 Pfund pro Tag bzw. 3250 Pfund pro Woche, Eldritch verbrachte die ganzen fünf Wochen rund um die Uhr im Studio und betrieb laut Dave Allen täglichen Amphetaminmissbrauch in erheblichem Ausmaß.
In Stockport wurden die instrumentalen Backingtracks und die Gesangs-Takes für das Album aufgenommen. Für zusätzliche Gesangsaufnahmen, Overdubs und die Endabmischung wollte man im August ins Genetic Studio gehen. Die Veröffentlichung des fertigen Albums war für die dritte Oktoberwoche 1984 geplant.
Die Band begann sofort mit den Aufnahmen, wobei Hussey und Marx oft sogenannte Guide Vocals aus eigenen Texten anfertigten, provisorische Gesangs-Takes, die dem Sänger bei seinen eigenen Aufnahmen später zur Orientierung dienen sollten und von denen einige auf Bootlegs auftauchten. Sowohl Hussey als auch Marx verwendeten einige dieser Songtexte später bei ihren Bands The Mission und Ghost Dance.
Eine erste Version von First and Last and Always, das laut Gary Marx „ursprünglich 'The Scottish One' hieß“, wurde „so ziemlich am Anfang fertiggestellt“. Marx sang dazu einen frühen Entwurf des späteren Ghost-Dance-Songtextes zu When I Call, in dem der Name einer Freundin der Band aus Hamburg, Marianne, vorkommt.
Zu Nine While Nine, das laut Marx „etwa zur selben Zeit aufgenommen“ wurde und „den provisorischen Titel 'Child of Light'“ hatte, sang Gary Marx ursprünglich einen Text, den er später bei Ghost Dance für den Song A Deeper Blue wiederverwendete.
Black Planet hingegen existierte zuerst in einer Version, zu der Wayne Hussey einen eigenen Text sang, den er später teilweise für die Mission-Songs Dance on Glass und Naked and Savage verwendete.
Zusätzlich aufgenommene Songs, die letztendlich nicht verwendet wurden, waren der spätere Mission-Song Garden of Delight und der spätere Ghost-Dance-Song Yesterday Again. Gary Marx: „Die Sisters ohne Eldritch haben in der Tat eine Version des Songs, der später 'Yesterday Again' wurde, im Strawberry Studio aufgenommen. Er hieß ursprünglich 'Frail and Torn', und Wayne hat eines Nachmittags meinen halbfertigen Text eingesungen, zusammen mit einem ersten Entwurf von 'Garden of Delight'. 'Frail and Torn' nannten wir scherzhaft eine potenzielle Sisters-Weihnachtssingle.“
Eldritch fertigte später eine eigene Version von Garden of Delight an, für die sich aber ebenfalls keine Verwendung fand: „Es gibt ein paar Bootlegs, auf denen ich versuche Texte von Wayne zu singen, und man kann hören, daß ich das nicht überzeugend interpretieren kann. Ich kann da einfach keinen Sinn hineinbringen.“ „Der Typ hatte einfach überhaupt keine Ahnung, der hat nur irgendwelche Schlagworte aneinandergereiht.“
Die Aufnahmen zogen sich zur Frustration der Band dahin, da Eldritch immer noch an Songtexten arbeitete. Gary Marx: „Er hatte sich zu sehr mit der geschäftlichen Seite beschäftigt und darüber seine Kreativität eingebüßt. Wir verschwendeten Wochen im Studio darauf zu warten, daß er sich ein paar Texte einfallen ließ. Das war sehr ärgerlich und sehr teuer.“
Eine Ausnahme war Marian. Eldritch ließ sich von Gary Marx’ Originaltext zu First and Last and Always inspirieren und verfasste einen neuen Text für eine Wayne Hussey-Komposition, der teilweise in deutscher Sprache gehalten wurde: „'Marian' ist ein sehr spezielles Lied, es ist nicht wie die anderen Stücke. Dieses Lied wurde in zehn Minuten geschrieben, normalerweise brauche ich ein halbes Jahr für die Texte.“
Eldritch zeigte sich bei den Gesangsaufnahmen als übermäßig sorgfältig. Marx: „Nach jedem Take meinte Andy 'Ist es auch wirklich grandios?' Und wir meinten dann 'Klar, Andy, das war toll!' Und er machte dann alles noch mal. Andy ist ein totaler Perfektionist.“ „Man hätte ein Doppelalbum komponieren und aufnehmen können in der Zeit, die er dazu brauchte, einen Headphone-Mix einzustellen, mit dem er zufrieden war.“
Ende Juli 1984 waren die Aufnahmen beendet und die Band hatte 18 Songs auf zehn Analog-Masterbändern in Rohabmischung fertiggestellt:

Rolle 1: Tones / No Time to Cry

Rolle 2: Emma / Walk Away

Rolle 3: Poison Door / A Rock and a Hard Place

Rolle 4: First and Last and Always (LP-Version) / First and Last and Always (Japan-Version)

Rolle 5: Possession / Spit on Your Grave / Evil Come Evil Go

Rolle 6: Marian / Wide Receiver

Rolle 7: Nine While Nine

Rolle 8: Some Kind of Stranger

Rolle 9: Some Kind of Stranger (Early)

Rolle 10: Down to E..... / On the Wire
Bei Tones, Spit on Your Grave, Evil Come Evil Go und Down to E..... handelt es sich laut Dave Allen um provisorische Titel für bekannte Songs. Amphetamine Logic dagegen hatte laut Gary Marx den provisorischen Titel Horned One Stabs, was darauf hindeutet, dass dieser Song nicht aus den Strawberry-Sessions stammte, sondern erst später aufgenommen wurde.
Anfang August 1984 flog die Band für drei Auftritte in die USA.

### Genetic Studios (August bis September und November 1984)
Nach den drei US-Auftritten gingen The Sisters of Mercy wie geplant mit Produzent Dave Allen in die Genetic Studios bei Reading, um dort mit dem Toningenieur Tim Baldwin das Album fertigzustellen. Die Sessions im Genetic Studio lösten sich aber laut Gary Marx in „Irrsinn“ auf, „Eldritch lief in den Pausen zwischen den Gesangsaufnahmen gegen Wände, und der Rest von uns drehte nur noch durch. Tim Baldwin schien sich später aber gern daran zurückzuerinnern.“
Von ständigen Amphetaminmissbrauch, Schlafmangel sowie Unterernährung und Unterzuckerung geschwächt, kollabierte Eldritch schließlich eines Nachts im Studio. Marx: „Er war völlig erschöpft und halluzinierte. Er wollte immer noch weiterarbeiten, obwohl er wußte, daß es ihm so schlecht ging, daß er aufhören mußte.“ Eldritch: „Ich genieße es einfach so sehr, über lange Zeiträume vollgedröhnt zu sein. Man hat mir gesagt, daß man das nicht dermaßen lange durchziehen kann.“
Eldritch wurde notfallmäßig ins nächste Krankenhaus eingeliefert, wo er aufgrund von Herzkomplikationen und allgemein reduziertem Allgemein- und Ernährungszustand für längere Zeit stationär bleiben musste.
Rechtzeitig zu zwei Festivalauftritten in Deutschland Anfang September 1984 war Eldritch wieder aus dem Krankenhaus entlassen, die Band konnte aber den geplanten Veröffentlichungstermin des Albums nicht mehr einhalten. In einem Interview am 8. September in Ahlen gab Eldritch an, dass das Album auf Anfang nächsten Jahres verschoben sei.
Die Band kehrte danach in die Genetic Studios zurück, um das Album fertigzustellen.
Wahrscheinlich bei diesen letzten Sessions nahm die Band eine Studioversion des Bob-Dylan-Songs Knockin’ on Heaven’s Door auf, was angesichts Eldritchs angeschlagener Gesundheit den schwarzen Humor der Band bewies.
Es existieren auch Studioversionen der beiden späteren Mission-Songs Serpents Kiss und Wake. Wayne Hussey: „Beide Songs wurden in der Tat ursprünglich während der Sessions für The Sisters of Mercys 'First and Last and Always' aufgenommen, aber damals nicht fertiggestellt.“ Bei diesen zwei Songs ist es aber nicht klar, ob sie in den Strawberry Studios oder den Genetic Studios aufgenommen wurden.
Am 22. September 1984 gab die Band einen ersten Probeauftritt auf einem Festival in York und begab sich dann vom 4. Oktober bis zum 18. November 1984 auf die Black October-Tour durch Großbritannien und Europa, die ursprünglich mit der Veröffentlichung des Albums zusammenfallen sollte.
Passend zur Tour erschien am 8. Oktober 1984 die erste Single des Albums, Walk Away, einer auf 5000 Stück limitierten Auflage lag zusätzlich eine Flexidisc mit einem „Amphetamix“ des Songs Train bei. Da der Veröffentlichungszeitplan durcheinandergeraten war und das Album erst im neuen Jahr erscheinen würde, hatte die Plattenfirma geraten, die Single ebenfalls bis dahin zu verschieben. Walk Away schaffte es wie die vorherige Single nicht in die Top 40 und blieb bei Platz 45 hängen.
Nach Ende der Tour kehrte die Band ohne Bassist Craig Adams und ohne Produzent Dave Allen in die Genetic Studios zurück, wo Eldritch das Album abmischte. Bei dieser Gelegenheit wurden auch zwei neue Songs, Blood Money und Bury Me Deep, aufgenommen, die von Eldritch produziert wurden und als B-Seiten für die nächste Single No Time to Cry gedacht waren.
Ebenfalls zu Jahresende 1984 produzierte Eldritch in den Strawberry Recording Studios in Stockport das Minialbum Clash of Dreams der befreundeten Band Salvation, das im März 1985 auf seinem Label Merciful Release erscheinen sollte, aber unveröffentlicht blieb.
Nach einer Pause über die Weihnachtsfeiertage verbrachte die Band Januar und Februar 1985 mit der Vorbereitung auf das Erscheinen des Albums, das auf März verschoben worden war. Die Covergestaltung wurde fertiggestellt und eingereicht, außerdem zirkulierten bei WEA Records noch Tapes mit verschiedenen Mixen von Albumtracks zur Auswahl. Zusätzlich handelte die Band mit Polygram die Veröffentlichung eines Konzertmitschnittes auf Video aus, wofür zu Gary Marx’ Geburtstag am 18. Juni 1985 die Royal Albert Hall gebucht wurde.
Zu dieser Zeit beschloss Leadgitarrist und Bandgründer Gary Marx jedoch, die Sisters zu verlassen: „Mein Verhältnis zu den anderen Drei war völlig zerrüttet.“ „Als Songwriter war es bei den Sisters of Mercy eine sehr frustrierende Zeit. Ich habe eine Menge Songs geschrieben, aber es gab keine Verwendung dafür.“ „Bevor ich ausstieg arbeiteten wir noch an Sachen, bei denen wir das Lineup etwas umgruppieren wollten, aber mit denselben Mitgliedern.“ Angeblich sei die Rede davon gewesen, dass Wayne Hussey ans Keyboard wechseln sollte, ein Schritt, den Hussey aber sicherlich nie toleriert hätte.

## Album-Veröffentlichung und Auflösung der Band
Am 8. März 1985 erschien zunächst die Single No Time to Cry, die es mit Platz 63 wieder nicht in die Top 40 schaffte.
Am 9. März begann eine Großbritannien-Tour passend zur Veröffentlichung des Albums.
Am 11. März 1985 wurde das Album von WEA Records Ltd. in Großbritannien veröffentlicht. Die Kritiken in der Musikpresse waren überwiegend positiv.
Am 1. April 1985 gab Gary Marx sein letztes Konzert mit The Sisters of Mercy, gefolgt von einem Fernsehauftritt am Tag danach, bei dem die Band live im Studio First and Last and Always und Marian spielte.
Als Trio, bei dem Wayne Hussey jetzt sämtliche Gitarrenparts zu meistern hatte, begannen die Sisters am 12. April eine weitere Tour durch Europa und die USA, die bis zum 7. Juni dauerte. Ein zweiter Fernsehauftritt in der deutschen Musiksendung Formel Eins, bei dem die Band No Time to Cry zu Vollplayback mimte, wurde am 15. April 1985 ausgestrahlt.
The Sisters of Mercy gaben wie geplant ihr letztes Konzert am 18. Juni 1985 in der Royal Albert Hall. Gary Marx sagte die bereits angekündigte Teilnahme im letzten Moment ab. Das Video wurde 1986 von Polygram veröffentlicht.
Im Sommer 1985 meldete die Musikpresse, dass The Sisters of Mercy als Nächstes eine ABBA-Coverversion als Single planten. Eldritch bestätigte, dass er versucht hatte, dafür Jim Steinman als Produzenten zu gewinnen: „Angerufen habe ich ihn schon [1985], als die Band Gimme Gimme Gimme im Repertoire hatte, und ich erzählte ihm von dem Song und daß unsere Version absolut ‚stupid‘ klingen mußte. Er war ganz meiner Meinung, hatte aber zuwenig Zeit. Dann löste sich die Band auf.“
Am 2. November 1985 wurde in der Musikpresse die Auflösung der Band bekanntgegeben. Andrew Eldritch: „Als wir getrennte Wege gingen, einigten die Leute, die jetzt The Mission sind, und ich uns darauf, daß niemand den Bandnamen weiterbenutzt.“ „Die Band war gut und erfolgreich, wir konnten alle weitermachen. Der Split kam zu einem Zeitpunkt, als es keinem von uns wehtat.“

## Instrumentierung
- Leadgitarrist Gary Marx benutzte für die Albumaufnahmen eine gemietete Telecaster-Gitarre. Bei früheren Studioaufnahmen hatte er eine Shergold-Gitarre verwendet. Seine schwarz-silbern lackierte Gibson Les Paul benutzte er bei The Sisters of Mercy nur für Livekonzerte. Marx: „So blöd das auch für Leute klingt, die Gitarre spielen, aber ich habe bei den Sisters kaum jemals Akkorde gespielt – ich wußte nicht, wie das geht.“[57] Bei dem Song Marian kam ein E-Bow zum Einsatz.

- Rhythmusgitarrist Wayne Hussey benutzte eine zwölfsaitige Aria Pro II RS-800.

- Bassist Craig Adams benutzte einen Ibanez-Roadster-Bass. Adams: „Es war immer mein Grundsatz, sowenig Noten wie nur irgend möglich zu spielen. Daran habe ich mich auch immer gehalten.“[58] Bei dem Song A Rock and a Hard Place wurde der Bass von einem Synthesizer übernommen.

- Für die Albumsessions hatte die Band einen neuen Drumcomputer angeschafft, einen Oberheim DMX.[59] Hussey: „Wenn wir einen neuen Song geschrieben hatten, brauchten wir allein drei Tage, um die Scheiß-Drum-Maschine zu programmieren.“[60]

## Musikalischer Stil und Selbstverständnis
Andrew Eldritch verstand The Sisters of Mercy nicht als Gothic-Rock-Band, sondern lehnte diese Zuordnung strikt ab. Er verstand die Band als moderne Fortführung des Classic Rock der sechziger Jahre: „Wir haben unsere Wurzeln im Jahr 1969, wir sind die Kinder von Altamont. Es ist uns scheißegal, wer diese Alien Sex Fiend sind, und wir wollen darüber auch gar nichts wissen! […] Während unserer ganzen Karriere mußten wir gegen das Vorurteil ankämpfen, das der Großteil der Öffentlichkeit von uns hat, daß wir irgendwie aus der Postpunk-Bewegung stammen. Wir selbst sehen uns als der Rockmusik der sechziger Jahre entstammend, als Erben dieser Tradition und als die einzigen, die sie fortführen können.“ „Das erste Lied finde ich düster, die anderen aber nicht. Vielleicht sind sie nicht übermäßig optimistisch. […] Düster und dunkel impliziert eine Atmosphäre von Apathie und Resignation, und ich finde nicht, daß man uns so etwas nachsagen kann.“
Bandgründer Gary Marx vertrat dieselbe Auffassung, gab aber später an, dass der Eintritt Wayne Husseys in die Band diese Gewichtung verändert habe: „Es gab meine Auffassung von den Sisters und Waynes Auffassung von den Sisters. Meine Version heißt einfacher, amerikanischer Rock, während Waynes Version eher in Richtung Banshees ging.“ „Ich kann nicht sagen, daß ich zu der Zeit gegen diese Richtungsänderung gewesen bin, aber rückblickend finde ich, daß wir dadurch wie ein Dutzend anderer Bands klangen – wie The Cure oder die Banshees. Ein Großteil von dem, was die Sisters einzigartig machte, hatte sich ohnehin schon in Luft aufgelöst.“
Wayne Hussey gab an, dass er durch sein Songwriting die musikalische Ausrichtung der Band entscheidend verändert habe: „Ich glaube, daß mein Eintritt in die Band dazu geführt hat, daß jetzt mehr auf Arrangements und so etwas geachtet wird, Ausschmückungen und Texturen, statt wie vorher nur ein paar Gitarrennoten durch einen Verzerrer zu jagen. Die Songs waren zwar gut, aber nicht anständig ausgeführt.“ Wayne Hussey nannte auch T. Rex, Led Zeppelin, Television und Siouxsie and the Banshees als persönliche Einflüsse.
Im selben Interview gab Eldritch an, dass auch die Produktion in einem hochwertigen Tonstudio die Ausführung der Songs beeinflusst habe: „Viele Leute haben nicht begriffen, daß wir mehr als froh waren in der Lage dazu zu sein, endlich Platten machen zu können, auf denen alle Instrumente und alle Texte anständig zu hören sind, und es auch im Radio gut klingt. Viele Leute kotzt das an, wenn man auf diese Weise Platten macht, die meinen, man habe sich irgendwie verändert.“
Eldritch und Marx relativierten dies später, wobei Eldritch von „Wischi-Waschi-Produktion“ und Gary Marx von „Schwächen in der Produktion“ sprach. Eldritch im Jahre 2011: „Das hätte ein Klassealbum sein können, wenn es nur besser produziert worden wäre. Nach diesem Album beschlossen wir in Zukunft selbst zu produzieren.“

## Textlicher Inhalt
Die Songtexte des Albums stammten ausnahmslos von Andrew Eldritch, der angab, seine Texte nach der Cut-up-Methode zu verfassen. Inhaltlich spiegeln die Texte mit ihren zahlreichen Verweisen auf Trennung und Drogen den seelischen Zustand Eldritchs zu dieser Zeit wider: „Ich war so fertig, als ich die Texte des Albums schrieb, daß es überhaupt keine Distanz zu den handelnden Personen gibt.“
Gary Marx: „Als wir 'First and Last and Always' machten, trennte sich Andrew gerade von seiner langjährigen Freundin, und ich war kurz davor, aus der Band auszusteigen. Diese zwei Umstände führten zu einer Reihe von Anspielungen in den Texten, die von seinem Abschied von uns beiden zu handeln schienen.“
Eldritch bestätigte, dass der Text von Walk Away indirekt an Gary Marx gerichtet war: „Ich dachte mir, daß speziell einer von ihnen das ganz treffend finden würde.“ Gary Marx: „'Walk Away' kann an mich adressiert sein oder auch nicht, mir ist das egal, denn ich mag den Song sowieso nicht. Die einzige Textstelle, die mich immer aufs Neue ärgert ist diese Zeile in 'Some Kind of Stranger' („careful lingers undecided at the door“), die ich definitiv als Spitze gegen mich verstanden habe.“

## Kommerzieller Erfolg des Albums
Die Produktionskosten des Albums hatten die Band bei der Plattenfirma stark verschuldet. Gary Marx: „Wir werden eine Menge Geld verdienen müssen, um die Albumkosten zurückzuzahlen, weil das Budget dermaßen überzogen worden ist.“ Laut Andrew Eldritch hat das Album die Kosten erst 1988 wieder eingespielt.
Zu dem Misserfolg der Singles meinte Eldritch später: „Wir waren nahe dran. Daß wir es nicht geschafft haben, lag nicht an uns. Ich glaube, die Band hat alles nötige getan, aber wir waren halt nicht dazu bereit, uns so zu verkaufen, wie bestimmte andere Bands das machen.“

## Verschiedene Versionen des Albums
- Das Original-Vinylalbum wurde im März 1985 in Großbritannien, den USA und Europa veröffentlicht.
- Im Juli 1985 veröffentlichte die Warner-Pioneer Corporation in Japan eine Version des Albums, das teilweise andere Mixe enthielt („Black Planet“ verfügt über eine leicht unterschiedliche Instrumente und ist 10 Sekunden länger, „No Time to Cry“ bietet verschiedene Öffnen und Beenden von Instrumentation und Soundeffekte, „A Rock and a Hard Place“ mit zusätzlichen Gitarrenspuren und eine etwas andere Drum Track, während die „First and Last and Always“ hat ein etwa 15 Sekunden längeres Intro, einen völlig anderen Drumcomputer-Part und ein geändertes Arrangement, die restlichen Songs sind unverändert).
- Im März 1988 erschien das Album erstmals auf CD, allerdings wurde der Japan-Mix verwendet.
- Im Mai 1992 erschien eine digital remasterte Version der CD, die abermals den Japan-Mix verwendete.
- Im Oktober 2006 erschien erstmals eine CD-Version des Originalmixes in digital remasterter Form. Diese CD-Version enthielt als Bonustracks eine frühe Version von Some Kind of Stranger mit anderem Text, sowie die B-Seiten der Singles Walk Away (Poison Door, On the Wire und Long Train) und No Time to Cry (Blood Money und Bury Me Deep).

## Titelliste (Original-LP)
1. Black Planet (4:26)
2. Walk Away (3:25)
3. No Time to Cry (4:03)
4. A Rock and a Hard Place (3:34)
5. Marian (version) (5:44)
6. First and Last and Always (4:02)
7. Possession (4:39)
8. Nine While Nine (4:12)
9. Amphetamine Logic (4:54)
10. Some Kind of Stranger (7:20)

## Kommerzieller Erfolg

### Chartplatzierungen
Die höchste Position in den britischen Albumcharts erreichte es mit Platz 14. Die höchste Position in den deutschen Albumcharts erreichte es mit Platz 40.
| ChartsChartplatzierungen     | Höchstplatzierung | Wochen |
| ---------------------------- | ----------------- | ------ |
| Deutschland (GfK)            | 40 (8 Wo.)        | 8      |
| Vereinigtes Königreich (OCC) | 14 (8 Wo.)        | 8      |

### Auszeichnungen für Musikverkäufe
In Großbritannien erreichte das Album mit 60.000 verkauften Platten am 30. Oktober 1987 Silber- bzw. mit 100.000 verkauften Platten am 8. Mai 1989 Goldstatus. In Deutschland erreichte das Album mit 250.000 verkauften Platten im Jahre 2011 Goldstatus.
| Land/Region                  | Auszeichnungen für Musikverkäufe (Land/Region, Auszeichnung, Verkäufe) | Verkäufe |
| ---------------------------- | ---------------------------------------------------------------------- | -------- |
| Deutschland (BVMI)           | Gold                                                                   | 250.000  |
| Vereinigtes Königreich (BPI) | Gold                                                                   | 100.000  |
| Insgesamt                    | 2× Gold · × Platin ·                                                   | 350.000  |